# ビスケット・アンド・グレービー

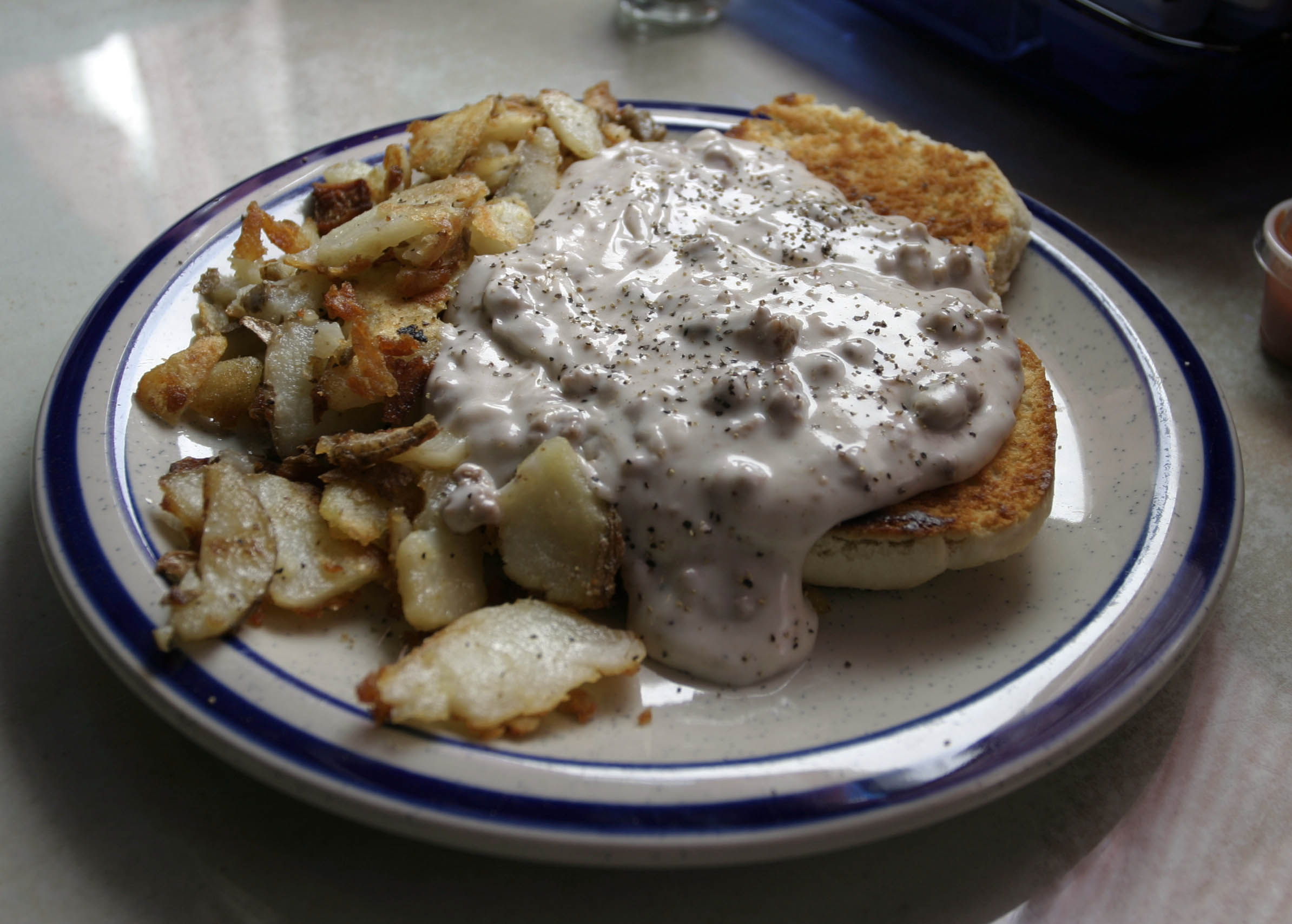
ホームフライを添えたビスケット・アンド・グレービー

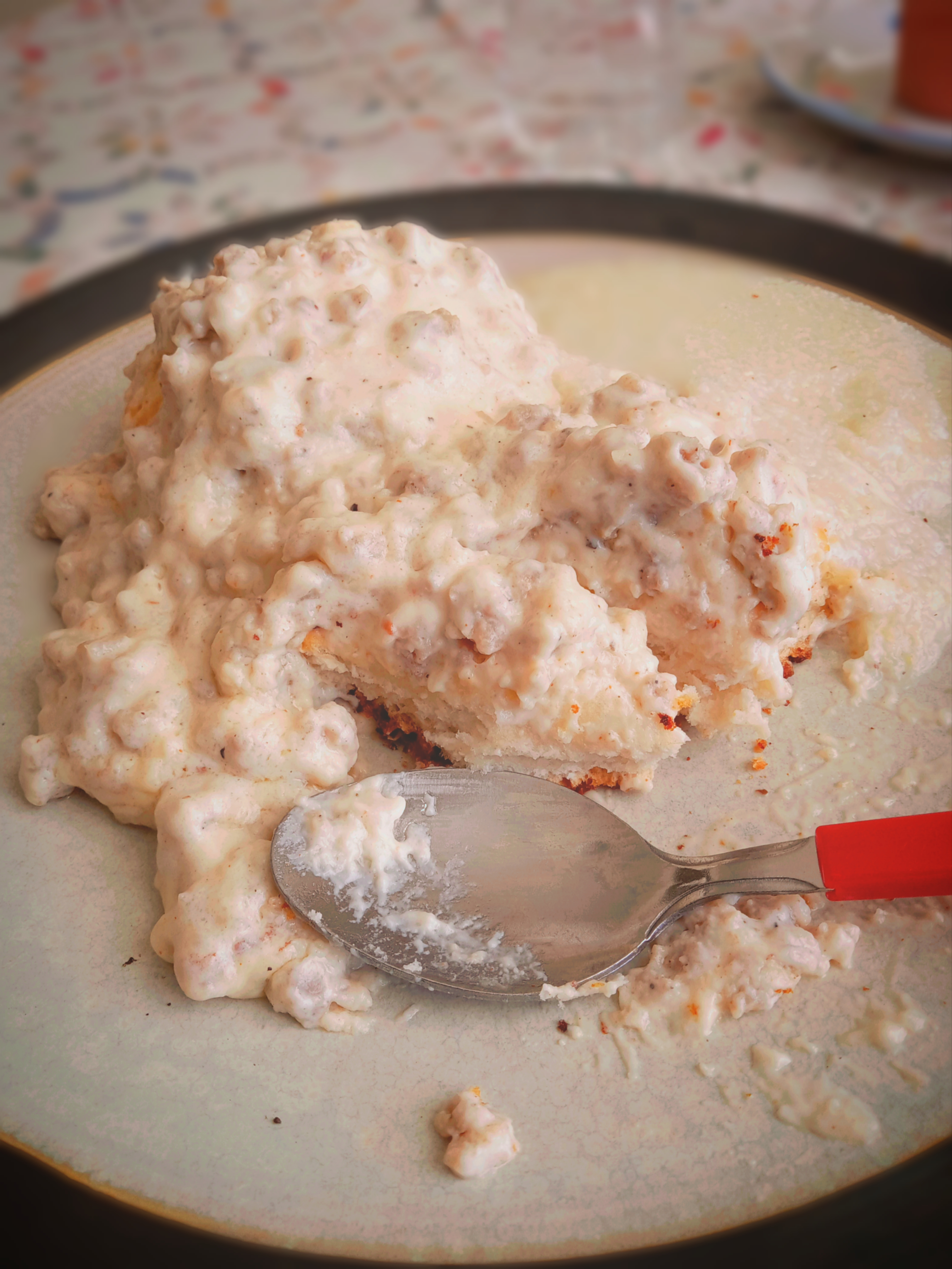
粗びきトウモロコシのビスケット・アンド・グレービー

ビスケット・アンド・グレービー(Biscuits and gravy)は、アメリカ合衆国の特に南部で人気のある朝食である。柔らかい生地のビスケットに、ポークソーセージのドリップ、小麦粉、牛乳、そしてしばしば、ソーセージやベーコン、牛肉やその他の肉を加えて作られるホワイトグレイビーソースをかけたものである。グレイビーソースには、黒コショウで風味付けされることもある。
チップトビーフを用い、ビスケットかトーストにかけたものはアメリカ軍で提供される。「屋根板の上の糞」(shit on a shingle)を意味する"SOS"と呼ばれ、100年以上にわたって軍隊のコンフォート・フードとなっている。

## 歴史
この料理は、食糧の備蓄が尽きかけたアメリカ独立戦争の後に、地域の際立った名物料理になった。アメリカ合衆国南部のプランテーションで働く労働者にとって、朝食は必然的にその日の最も充実した食事であった。さらに、物資と資金の不足により、これを安価に済ます必要があった In addition, the lack of supplies and money meant it had to be cheap.。
ビスケット・アンド・グレービーを専門に提供するレストランチェーンには、バージニア州とノースカロライナ州のビスケットビル、ウェストバージニア州のチューダーズ・ビスケット・ワールド、ケンタッキー州とインディアナ州のビスケットベリーなどがある。

## バリエーション
ホワイトグレイビーソースに潰すか角切りにしたトマトを加えるとトマトグレイビーソースになる。